# Elogio da Loucura
O Elogio da Loucura, (em grego Morias Encomium, latim Laus stultitiae) é um ensaio escrito em 1509 por Erasmo de Roterdão e publicado em 1511. O Elogio da Loucura é considerado um dos mais influentes livros da civilização ocidental e um dos catalisadores da Reforma Protestante.
"Apenas sete dias bastaram para escrever a obra, graças à absoluta liberdade de concepção e total ausência de compromissos. Não se tratava de trabalho feito sob encomenda ou programado para obtenção urgente de dinheiro para subsistência. Era uma brincadeira para passar o tempo, mas quem assim brincava tinha atrás de si toda uma vida dedicada à melhor literatura clássica e mais as experiências de um homem voltado inteiramente para as coisas do espírito."
O livro começa com um aspecto satírico para depois tomar um aspecto mais sombrio, em uma série de orações, já que a loucura aprecia a autodepreciação, e passa então a uma apreciação satírica dos abusos supersticiosos da doutrina católica e das práticas corruptas da Igreja Católica Romana. O ensaio termina com um testamento claro e por vezes emocionante dos ideais cristãos.

## Características e influência
O ensaio é repleto de alusões clássicas, escritas no estilo típico dos humanistas do Renascimento. A Loucura se compara a um dos deuses, nascida nas lendárias Ilhas Afortunadas, filha de Plutão, deus das riquezas, e da ninfa Neotetes (ou seja, a juventude), amamentada por "duas graciosíssimas ninfas", Mete (a Embriaguez) e Apédia (a Imperícia), filha de Baco e cujos companheiros fiéis incluem Philautia (amor-próprio), Kolaxia (adulação), Lethes (esquecimento), Misoponia (horror à fadiga), Hedoné (volúpia), Ania (irreflexão), Trophis (delícia), Komo (o riso e o prazer da mesa) e Nigreton Hypnon (sono profundo).
O Elogio da Loucura conheceu um enorme êxito popular, para surpresa de Erasmo e, também, para seu desgosto. O Papa Leão X achou a obra divertida. Antes da morte de Erasmo já havia sido traduzida para o francês e alemão. Uma edição de 1511 foi ilustrada com gravuras em madeira de Hans Holbein, que se tornaram as ilustrações da obra mais difundidas.
"Sob sua máscara carnavalesca, este aparentemente farsesco Elogio da Loucura foi um dos livros mais perigosos de sua época, e o que hoje nos parece apenas espirituosos fogos de artifício foi na realidade uma explosão que abriu caminho para a Reforma Protestante alemã."
A obra influenciou o ensino da retórica no final do século XVI, e a arte da adoxografia (o elogio imerecido de pessoas ou coisas sem valor, vulgares) e se converteu em um exercício popular entre os estudantes elisabetanos.

## Resumo e pontos principais
Erasmo faz desfilar pelas páginas desta obra toda a mesquinharia e pequenez desse “animalzinho, tão pequeno e de tão pouca duração, que vulgarmente se chama homem”. Uma inversão de valores, onde a razão, o bom-senso, a seriedade são fustigados, enquanto a loucura é louvada. “Todas as coisas são de tal natureza que, quanto mais abundante é a dose de loucura que encerram, tanto maior é o bem que proporcionam aos mortais.”
Loucura não no sentido psiquiátrico das doenças mentais como esquizofrenia ou psicose maníaco-depressiva, mas – fazendo uma brincadeira com o nome do amigo Thomas Morus, a quem dedica a obra – no sentido da palavra grega Moria (μωρἰα), que, segundo o próprio autor, corresponde ao termo latino Stultitia, ou seja, estultícia, “atributo, característica do que é ou se apresenta de modo estúpido; tolice, parvoíce, estupidez”, segundo o dicionário Houaiss. 
Trata-se de uma sátira à insensatez e irracionalidade humana, espécie de reductio ad absurdum em que, ao dar a palavra à “deusa” Loucura e permitir que elogie a si própria e o comportamento tresloucado que inspira ao ser humano, o autor no fundo expõe o absurdo de tal comportamento. Diz a Loucura: “Quanto mais contrária ao bom senso é uma coisa, tanto maior é o número dos seus admiradores, e constantemente se vê que tudo o que mais se opõe à razão é justamente o que se adota com maior avidez. Perguntar-me-eis por que? Pois já não vos disse mil vezes? É porque quase todos os homens são malucos.”
Ninguém escapa à lupa de Erasmo: os negociantes, “os mais sórdidos e estúpidos atores da vida humana”; os gramáticos, “ou sejam os pedantes”; os judeus, que “vivem satisfeitíssimos, à espera do seu Messias, e, muito longe de impacientar-se pela enorme demora, obstinam-se cada vez mais em esperá-lo”; os poetas que “fazem consistir toda a sua arte em impingir lorotas e fábulas ridículas para deleitar os ouvidos dos tolos”; os escritores, que “pensam, tornam a pensar, acrescentam, emendam, cortam, tornam a pôr, burilam, refundem, fazem, riscam, consultam, e, nesse trabalho, levam às vezes nove e dez anos [...] antes do manuscrito ser impresso”; os advogados, que “fazem uma porção de leis que não chegam a conclusão alguma”; os filósofos, que “enquanto se gabam de saber tudo, não estão de acordo em nada”; os reis, “divertindo-se diariamente nas caçadas, possuindo belíssimos cavalos, vendendo em benefício próprio os cargos e os empregos, servindo-se de expedientes pecuniários para devorar as energias do povo e engordar à custa do sangue dos escravos”, etc. Não escapam sequer os teólogos, embora, ao satirizá-los, o autor corra o risco de ser tachado de herege, algo perigoso na época.
Quase no final da obra, num exercício de “exegese bíblica” – algo antes do Renascimento impensável, já que então se acreditava que o livro sagrado deveria ser tomado ao pé da letra, sem interpretações – Erasmo (pela boca da deusa Loucura) procura respaldar seu “elogio da loucura” em textos bíblicos. Por exemplo, “a loucura de Deus é mais sábia que a sabedoria humana” (1 Coríntios 1:25). Moral da história: “a religião cristã se coaduna perfeitamente com a loucura e não tem a menor relação com a sabedoria”. (E aqui Erasmo é tão convincente que a gente acaba na dúvida sobre se ainda está satirizando ou acabou se convencendo da tese da superioridade da loucura.) E Erasmo encerra seu Elogio com uma digressão brilhante sobre a dicotomia entre a visão materialista (“os que se ocupam somente com o Corpo”) e a visão espiritual (“os que se entregam inteiramente à pia cultivação da alma”) da vida humana.